# هيروكو ناجاتا
هيروكو ناجاتا (باليابانية: 永田洋子؛ بالكانا: ながた ひろこ) هي صيدلانية يابانية، ولدت في 8 فبراير 1945 في طوكيو في اليابان، وتوفيت في 5 فبراير 2011 في طوكيو (اليابان) في اليابان بسبب سرطان.